# Hauseroplophora phitosi
Hauseroplophora phitosi är en kvalsterart som beskrevs av Sandór Mahunka 1977. Hauseroplophora phitosi ingår i släktet Hauseroplophora och familjen Protoplophoridae. Inga underarter finns listade i Catalogue of Life.